# Batalla de Homs (1260)
La primera batalla de Homs se libró el 10 de diciembre de 1260 entre las fuerzas del Ilkanato persa del Imperio mongol y las del Sultanato mameluco de Egipto.

## Situación en Siria
Tras la victoria de los mamelucos en la batalla de Ain Jalut en septiembre de aquel año, los restos de los ejércitos mongoles evacuaron Siria y el Levante. El 8 de septiembre, las fuerzas egipcias entraron en Damasco, que las recibió con alborozo. A principios de octubre, alcanzaron Alepo. Tras la retirada del grueso del ejército a Egipto y el asesinato del sultán Qutuz el 23 de octubre, esta última ciudad quedó en manos de uno de sus mamelucos, Aqush al-Burli, que se negó a entregarla al nuevo sultán, Baibars. Este consiguió conquistar la ciudad años, más tarde, en 1262.
Baibars había recuperado Damasco en una campaña relámpago en 1261, tras derrotar a otro mameluco fiel al difunto Qutuz que se le había opuesto, pero había entregado Homs y Hama a sus antiguos señores ayubíes, pese a que el de Homs había combatido el año anterior en las filas mongolas.

## Batalla
Así, cuando los mongoles trataron de resarcirse de la derrota de septiembre de 1260 cruzando de nuevo el Éufrates en noviembre, no fueron las fuerzas egipcias de Baibars, sino las de al-Burli y las de los príncipes ayubíes menores de Homs y Hama las que les hicieron frente y las vencieron. También participaron en la batalla contra los mongoles algunos beduinos sirios.
Debido a la guerra civil que se libraba en el Imperio mongol y que enfrentó a Hulagu con su primo Berke de la Horda de Oro, aquel solo pudo enviar seis mil soldados a recuperar sus anteriores conquistas. Su general Baidu recobró brevemente Alepo, pero cuando llegó a Homs fue derrotado. De este modo, a la larga ninguna de las varias expediciones mongolas a Siria lograron asegurar cualquier conquista que hicieran.